# Garai
Garai (Garay, Gorjanski) var en ungersk-kroatisk adelsätt. Garai är ungersk uradel stammande ur och en gren av klanen Dorozsma med framstående medlemmar under 1300- och 1400-talen. De var herrar till Csesznek.

## Namn och ursprung
Namnet härleds till Gara/Gorja (idag byn Gorjani nära Đakovo i Kroatien), deras egendom. Till sitt ursprung var Garaifamiljen ungerska, men eftersom de ofta administrerade de södra regionerna i Konungariket Ungern, används också den sydslaviska lydelsen av efternamnet. Deras gamla egendomar fanns i Valkó län. 

## Framstående familjemedlemmar

### Nicholas I:s gren av familjen
- Nicholas I Garai (kroatiska: Nikola I Gorjanski, ungerska: Garai Miklós I), chefsguvernör i Pressburg, var en palatin till kungen av Ungern (1375-1385). Han dödades 1386.
  - Nicholas I:s äldste son John Garai (Ivan Gorjanski, Garai János, 1371-1429) var guvernör i Temesiensis och Pozsega banat. Johns dotter, Dorothy Garai, var drottningen av Bosnien som maka till kung Tvrtko II av Bosnien.
  - Nicholas I:s andra son Nicholas II Garai (Nikola II Gorjanski, Garai Miklós II, 1367-1433) var palatin till kungen av Ungern (1402-1433) ban av Macsó, Usora, Soli, Slavonien, Kroatien och Dalmatien, och gift med Jelena Lazarević, dotter till serbiske prins Lazar. År 1396 stred han mot Ottomanerna i slaget vid Nicopolis men förlorade på grund av andras misstag. År 1416 utökade Sigismund sin vapensköld Order of the Dragon och Order of the Scarf och överlämnade privilegiet till sin svåger Garai Miklós. Nicholas II:s barnbarn Anna var förlovad med Matthias Corvinus.
    - Nicholas II:s son, Ladislaus Garai (1410-1459) var palatin i kungariket av Ungern (1447-1458). Baserat på ett avtal med Hunyadifamiljen stödde han ursprungligen Matthias Hunyadi som kung. Senare, när Hunyadi inte höll vad han lovat, gick baronerna i Garais parti i opposition mot honom och han tilläts inte heller att gifta sig med Anna.

  - Nicholas I gifte också bort sina döttrar väl. Ilona blev gift med magnaten Nicholas II Szécsi, Elizabeth blev gift med Simon Szécsényi och Dorothea gift med Nicholas Frankopan, ban av Kroatien och Dalmatien.

### Paul Garais gren av familjen
- Nicholas I:s farbror Paul Garai (kroatiska: Pavao Gorjanski, ungerska: Garai Pál, serbiska: Pavle Gorjanski, 1280-1353), var också ban av Macsó. Hans efterföljare på denna position var hans svärson John Alsáni och hans barnbarn Paul Alsáni.
  - Pauls son, Paul Banfi de Gara (död 1377-1380) var guvernör i Zala län.
  - Pauls andra son, Stephen Banfi de Gara (död 1346-1347) var också guvernör i Zala.
    - Stephens son, Paul Banfi de Gara (död 1386) var också guvernör i Zala.
      - Pauls son, Dezső Banfi de Gara (död 1437-1440) var ban av Macsó.